# Charles Hudson (cầu thủ bóng đá)
Charles Herbert Hudson (1872 - 1955) là một cầu thủ bóng đá chuyên nghiệp người Anh thi đấu ở vị trí hậu vệ biên.